# Acalymma quadrilineatum
Acalymma quadrilineatum es un coleóptero de la familia Chrysomelidae.
Fue descrita en 1913 por Latreille.